# Chonocephalus bispinosus
Chonocephalus bispinosus är en tvåvingeart som beskrevs av Borgmeier 1967. Chonocephalus bispinosus ingår i släktet Chonocephalus och familjen puckelflugor.
Artens utbredningsområde är Samoa. Inga underarter finns listade i Catalogue of Life.